# Ан-14

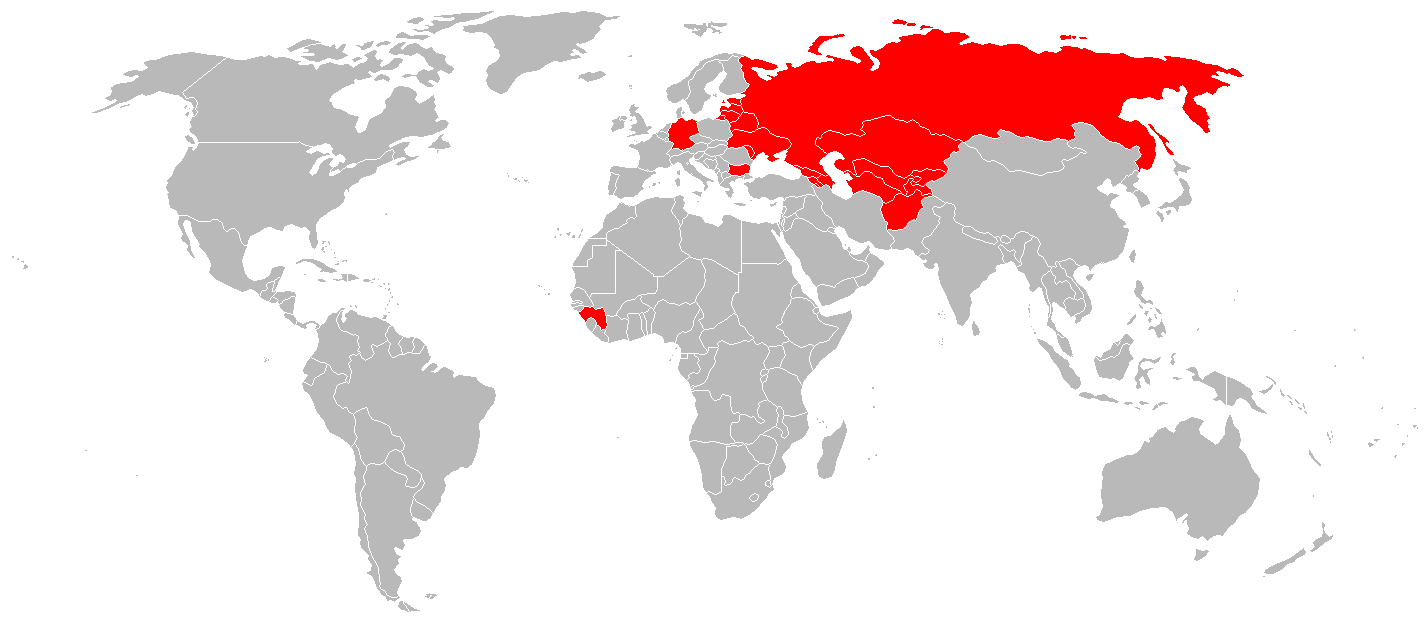
Розповсюдженість літака Ан-14 у світі.

Ан-14 «Бджі́лка» (з кодифікації НАТО: Clod — «Брила») радянський легкий транспортний літак короткого зльоту і посадки, розрахований на експлуатацію з непідготовлених ґрунтових майданчиків.

## Історія розвитку[1]
Розробка двомоторного легкого багатоцільового літака короткого зльоту і посадки СКВ-1 почалася в АНТК імені Олега Антонова в кінці 1950 року в ініціативному порядку. Постанова СМ СРСР на розробку літака в ДКБ, вийшла тільки в травні 1956 року.
Перший політ Ан-14 здійснив 14 березня 1958 з аеродрому Святошин, за штурвалом літака перебував льотчик-випробувач В. Н. Ізгейм. Перша публічна демонстрація літака відбулася в липні 1958 року на виставці досягнень народного господарства України в Києві, а в серпні дослідний Ан-14 взяв участь у повітряному параді над Тушино. Незабаром був виготовлений і другий прототип, що відрізнявся великим вантажним люком під хвостовою балкою.
Після випробувань був зроблений третій прототип з урахуванням усіх зауважень, котрий отримав позначення Ан-14А. Він відрізнявся від перших прототипів потужнішими двигунами АІ-14РФ, повітряними дволопатевими дерев'яними гвинтами В536-Д12 з механізмом флюгування, V-подібним стабілізатором, прямокутними кільовими шайбами збільшеної площі. З листопада 1961 до квітня 1962 відбулися державні випробування літака.
Серійне виробництво почалося в 1965 році на заводі «Прогрес» у Арсеньєві, яке тривало до 1970 року. За цей час виготовлено 340 літаків.

## Технічний опис
Ан-14 побудований за аеродинамічною схемою вільнонесучого двокільового високоплана. Конструкція суцільнометалева. Фюзеляж типу напівмонокок. Крило пряме, дволонжеронне, кесонного типу, трапецієподібне в плані. Механізація крила складається з двощілинних закрилків, передкрилків і зависаючих елеронів. Шасі не складане, триопорне, з носовою керованою стійкою, з колесами однакового розміру. У зимовий час передбачено встановлення лижного шасі. Силова установка складається з 2 поршневих 9-циліндрових зіркоподібних двигунів повітряного охолодження АІ-14РФ з трилопатевими повітряними гвинтами (на перших літаках встановлювалися дволопатеві гвинти В536-Д12). Запас палива розміщений у крилах у паливних баках загальним об'ємом 383 л. Крило і оперення обладнані тепловою повітряною системою проти зледеніння. Задні кромки стабілізатора і кілів мають електрообігрів.

## Технічні характеристики
Джерело: 
Основні характеристики
- Екіпаж: 1-2 особи
- Пасажиромісткість: 6-7 пасажирів
- Вантажопідйомність: 720 кг
- Довжина: 11,36 м
- Висота: 4,63 м
- Розмах крила: 21,99 м

- Площа крила: 39,72 м²
- Крило у плані: трапецієвидний
- Нормальна злітна маса: 3450 кг
- Максимальна злітна маса: 3630 кг
- Маса палива у внутрішніх баках: 290 кг
- Силова установка: 2 × Поршневий АІ-14РФ  300 к.с. ( 220 кВт)

Льотні характеристики
- Крейсерська швидкість: 175 км/год
- Практична дальність: 470 км
- Перегінна дальність: 680 км
- Довжина розгону: 90 м
- Довжина пробігу: 110 м

## Ан-714 та Ан-14Ш

An-714

Ан-714 та Ан-14Ш — експериментальні літаки на базі Ан-14 з шасі на повітряній подушці. Вперше питання створення авіаційного комплексу обладнаного шасі на повітряній подушці виникло в 1960-тих роках після загальновійськових навчань з висадки десанту. У звіті було вказано, що літак Ан-12 важко підіймається з резервних засніжених аеродромів. В цей час було створено проєкт Ан-714 — летюча лабораторія з шасі на повітряні подушці на базі Ан-14. Випробування машини проводив льотчик-випробувач В. А. Калінін. Ідея виявилася вдалою і на базі серійного Ан-14 в ОКБ було розроблено літак Ан-14Ш, з шасі на повітряній подушці, що попередньо розроблялось для Ан-12. Руління та швидкісні пробіжки виконував льотчик-випробувач Галуненко О. В. Перший зліт провели пілот Лисенко В. Г. та борт-механік Мареєв В. В. Випробування показали, що такий літак може експлуатуватись з заболочених рівнин тундри, водойм, розмитих водою доріг і злітно-посадкових смуг. Літак мав коротку дистанцію розбігу та пробігу, що дозволяло йому базуватись, майже будь-де.

## Модифікації
- Ан-14 — прототип. Відрізнявся двигунами АІ-14 потужністю 240 к.с. та прямокутним крилом. Виготовлено 2 літаки. Перший політ 14 березня 1958 року.
- Ан-14А — третій прототип. Відрізнявся двигунами АІ-14РФ, V-подібним стабілізатором з прямокутними шайбами. Перший політ навесні 1960 року.
- Ан-14А — серійний. Відрізнявся крилом трапецеподібної форми збільшеного розмаху, подовженої носовою частиною фюзеляжу, трилопатевими гвинтами. Перший політ 3 травня 1965 року. Випускався в 1965—1970 роках.
- Ан-14Б — допрацьований (проєкт). Відрізнявся від базової моделі поліпшеною аеродинамікою, V-подібним хвостовим оперенням, відсутністю підкосів крила. Розроблений в 1963 році.
- Ан-14Б — з ТВД «Астазу» французької фірми «Турбомека» (проєкт).
- Ан-14В — з ТВД ГТД-350 з чотирилопатевими гвинтами (проєкт). Розроблений в 1962 році.
- Ан-14Л — з ТВД «Астазу» французької фірми «Турбомека» (проєкт).
- Ан-14М — модернізований, став прототипом Ан-28. Відрізнявся двигунами ГТД-550АС (пізніше ТВД-850), подовженим фюзеляжем, конструкцією крила, дверима в лівому борту, напівскладним шасі, формою кільової шайби. Виготовлений в одному примірнику. Перший політ 30 квітня 1968 року.
- Ан-14Ш — летюча лабораторія для випробувань шасі на повітряній подушці. Переобладнаний з серійного Ан-14А в 1980 році. Перший політ на початку 1983 року.
- Ан-30 — з двигунами ГТД-350 (проєкт). Відрізнявся гвинтами, з'єднаними трансмісією. Кількість місць для пасажирів збільшено до 15.
- Ан-714 — з шасі на повітряній подушці (дослідний). Розроблений в Куйбишевському КБ шасі літаків і вертольотів. Перший політ 20 жовтня 1970 року.
- «Чайка» — сільськогосподарський (проєкт). Розроблений в 1963 році.